# باربارا وارد
باربارا وارْدْ، بارونِـس جکسون از لودزورث (انگلیسی: Barbara Ward, Baroness Jackson of Lodsworth؛ زادهٔ ۲۳ مه ۱۹۱۴ – ۳۱ مهٔ ۱۹۸۱) اقتصاددان، روزنامه‌نگار، نویسنده و استاد دانشگاه اهل بریتانیا بود که به موضوعِ مشکلات موجود در کشورهای در حال توسعه علاقمند بود. او به کشورهای غربی فشار آورد تا رفاه و شکوفایی خود را با سایر کشورهای جهان تقسیم کنند و از دههٔ ۱۹۶۰ توجه‌اش به معضلات محیط زیستی هم جلب شد. او یک روزنامه‌نگار و سخنران مشهور و یکی از نخستین حامیان توسعه پایدار بود، خیلی پیش‌تر از آنی که این اصطلاح سیاسی-اجتماعی فراگیر شود. باربارا وارد همچنین، مشاور برخی سیاست‌گذاران در کشورهای بریتانیا، ایالات متحده آمریکا و کشورهای دیگر بود.

## زندگی‌نامه
وی در نوجوانی برای گذراندن لیسه به مدرسه‌ای در پاریس رفت و چند ماه نیز در دانشگاه پاریس به تحصیل مشغول شد و پس از آن به آلمان رفت. مدتی بعد برای تحصیل در رشتهٔ علوم سیاسی، فسلفه و اقتصاد به سامرویل کالج دانشگاه آکسفورد آمد و در سال ۱۹۳۵ از آنجا فارغ‌التحصیل شد. پس از آن مدتی در زمینهٔ سیاست و اقتصاد اتریش ءزوهش و فعالیت نمود. با آنکه او در آغاز با هیتلر همدلی داشت، اما پس آنکه شاهد یهودستیزی و نحوهٔ رفتار دولتمردان آلمان نازی با یهودیان بود، تصمیم به کمک به آوارگان یهودی گرفت و امکانات کلیسای کاتولیک را برای هرگونه اقدام آتی جنگی در بریتانیا بسیج کرد. طی جنگ جهانی دوم او در «وزرات اطلاع‌رسانی و روابط عمومی بریتانیا» کار می‌کرد و به نقاط مختلف اروپا و ایالات متحده آمریکا سفر کرد. پس از پایان جنک او از حامیان طرح مارشال برای اروپایی مقتدر و منطقه تجارت آزاد اروپا بود. وی از سال ۱۹۴۶ رئیس بی‌بی‌سی و مدیر اولد ویک شد. وی در سال ۱۹۷۶ اشرافیت انتصابی دریافت داشت.
بابارا وارْدْ یک سخنران برجسته بود و شهرت او در این زمینه از دههٔ ۱۹۶۰ به بعد فراگیر شد. در ایالات متحده آمریکا، هزینهٔ کارها و فعالیت‌های او توسط بنیاد کارنگی تأمین می‌شد. در سال ۱۹۵۷ دانشگاه هاروارد به وی دکتری عالی ادبیات اعطا کرد و او تا سال ۱۹۶۸ همچنان عضوی از بنیاد کارنگی بود و در کمبریج، ماساچوست زندگی می‌کرد. بابارا وارْدْ در سال ۱۹۶۶ به‌عنوان عضو افتخاری فرهنگستان هنر و علوم آمریکا انتخاب شد.  او آدلای استیونسون دوم و جان اف. کندی را از نزدیک می‌شناخت و مشاور برخی سیاست‌گذاران و چهره‌های سیاسی اثرگذار بود؛ از جمله رابرت مک‌نامارا در بانک جهانی و لیندون بی. جانسون که از افکار او جهت پروژه جامعه بزرگ استفاده نمود، اگر چه باربارا وارْدْ با جنگ ویتنام مخالف بود. وی همچنین بر تفکرات جیمز ولفنسون در زمینهٔ توسعه اثر گذاشت. بابارا وارْدْ از اصطلاح‌های «محدودیت‌های داخلی» و «محدودیت‌های خارجی» استفاده کرد تا بیان کند «محدودیت‌های داخلی» در حق داشتن وضعیتی مناسب برای زندگی کدامند و «محدودیت‌های خارجی» برای کرهٔ زمین جهت حفظ و تأمین منابع چیست.
باربارا وارْدْ در دههٔ ۱۹۴۰ از سرطان جان سالم به‌در برده بود و خودش اعتقاد داشت که این بهبودی، به‌واسطهٔ حمایت‌های معنوی پادره پیو بوده‌است. این سرطان ۲۰ سال بعد دوباره عود کرد و این بار جراحی نتوانست درمان قطعی بیماری او باشد. وی از کرسی استادی خود در رشتهٔ اقتصاد در دانشگاه کلمبیا کناره‌گیری کرد و برای زندگی به لودزورث ساسکس غربی برگشت و سرانجام در ۳۱ مه ۱۹۸۱ در سن ۶۷ سالگی درگذشت. پاپ ژان پل دوم یک کاردینال را به نمایندگی از خود برای مراسم آمرزش‌خوانی او فرستاد و او را به وصیت خودش، در کلیسای محلی کوچکی به‌خاک سپردند.

## جوایز
وی برندهٔ جوایزی همچون مدال آلبرت و جایزه جواهر لعل نهرو شده‌بود.

## برای مطالعهٔ بیشتر
Diamand, Robert W.; Diamand, Mary Ann; Forget, Evelyn L. (2012). A biographical dictionary of women economists. Edward Elgar. ISBN 9781849723640.